# 曹三旸
曹三暘（1516年—1589年），字子泰，號雲山，直隸常州府宜興縣人，民籍，明朝政治人物。

## 生平
嘉靖二十二年（1543年）癸卯科應天鄉試第五名舉人，二十三年（1544年）中式甲辰科會試第一百四十一名，三甲第一名進士。授大理寺評事，升大理寺左寺副，丁母憂歸。服闋，起復大理寺右寺正，三十三年（1554年）出為福建漳州府知府，三十六年（1557年）丁父憂歸。服闋，起補濟南府知府，擢湖廣按察司副使，改山東按察司副使，歷湖廣布政使司參政、浙江按察使、江西右布政使，隆慶元年（1567年）五月升江西左布政使，二年五月升順天府府尹，四年五月升都察院右副都御史、巡撫雲南兼建昌畢節等地方贊理軍務，五年十月升南京刑部右侍郎，坐給由不候滿期，先一月發疏，為吏科都給事中雒遵劾奏，六年四月令致仕。
萬曆二年（1574年）三月改任南京戶部右侍郎、提督糧儲，四年二月升南京工部尚書，六年七月以老病乞致仕，十七年八月卒，年七十四，贈太子少保。

## 家族
曾祖曹立；祖父曹詔；父曹珮，號柏菴。母毛氏；繼母史氏。具慶下。兄曹一暘、曹二暘，弟曹景暘、曹應暘、曹鳴暘、曹秉暘、曹春暘。